# Acronicta gastridia
Acronicta gastridia là một loài bướm đêm thuộc họ Noctuidae. Nó được tìm thấy ở Kashmir.